# 4A busz (Veszprém)
A veszprémi 4A jelzésű autóbusz Veszprém vasútállomás és Vámosi úti forduló között közlekedik. A vonalat a V-Busz Veszprémi Közlekedési Kft. üzemelteti.

## Története
Az autóbuszvonalat 2019. január 1-jén indította el Veszprém új közlekedési társasága, a V-Busz.
2019. december 15-étől a vasútállomásig hosszabbítva közlekedik a rövidülő 3-as buszt pótolva.

## Útvonala
| Vámosi úti forduló felé | Veszprém vasútállomás felé |
| --- | --- |
| Veszprém vasútállomás – Jutasi út – Haszkovó utca – Munkácsy Mihály utca – Jutasi út – Mindszenty József utca – Brusznyai Árpád utca – Megyeház tér – Komakút tér – Egyetem utca – Stadion utca – Wartha Vince utca – József Attila utca – Vámosi úti forduló | Vámosi úti forduló – József Attila utca – Wartha Vince utca – Stadion utca – Egyetem utca – Komakút tér – Iskola utca – Óvári Ferenc utca – Megyeház tér – Brusznyai Árpád utca – Mindszenty József utca – Jutasi út – Munkácsy Mihály utca – Haszkovó utca – Jutasi út – Veszprém vasútállomás |

## Megállóhelyei
Az átszállási kapcsolatok között az azonos útvonalon közlekedő 4-es nincsen feltüntetve.
| 0  | Veszprém vasútállomás végállomás | 24 | 1, 2, 5, 10, 11, 21 Helyközi buszok Veszprém                               |
| 2  | Aulich Lajos utca                | 22 | 2, 10, 11, 18A, 21 Helyközi buszok                                         |
| 3  | Laktanya                         | 20 | 1, 2, 3, 6, 7A, 8, 8A, 10, 11, 18, 18A, 21                                 |
| 4  | Haszkovó utca                    | 19 | 3, 7A, 8, 8A, 11, 21                                                       |
| 5  | Munkácsy Mihály utca             | 17 | 7A, 13                                                                     |
| 7  | Petőfi Sándor utca               | 15 | 1, 2, 3, 7A, 10, 13, 21                                                    |
| 9  | Veszprém autóbusz-állomás        | 13 | 1, 2, 3, 7A, 10, 12, 12A, 13, 21, 22, 23 Helyközi buszok Távolsági járatok |
| 11 | Hotel                            | 12 | 1, 2, 3, 5, 6, 7A, 10, 12, 12A, 13, 20, 21, 22, 25                         |
| 13 | Megyeház tér                     | ∫  | 6, 8, 8A                                                                   |
| ∫  | Petőfi Színház                   | 10 | 1, 2, 3, 5, 6, 8, 8A, 10, 13, 21, 25 Helyközi buszok Távolsági járatok     |
| 14 | Komakút tér                      | 8  | 2, 6, 8, 8A Helyközi buszok Távolsági járatok                              |
| 16 | Hóvirág utca                     | 6  | 6, 8, 8A                                                                   |
| 17 | Egyetem utca                     | 5  | 6, 11                                                                      |
| 18 | Stadion utca 19.                 | 4  |                                                                            |
| 19 | Stadion                          | 3  |                                                                            |
| 20 | Szegfű utca                      | 2  |                                                                            |
| 22 | József Attila utca               | 1  | Helyközi buszok Távolsági járatok                                          |
| 23 | Vámosi úti forduló végállomás    | 0  | 6, 11                                                                      |